# 列治文 (密歇根州)
列治文（英語：Richmond）是一個位於美國密歇根州馬科姆縣及聖克萊爾縣的城市。

## 人口
根據2020年美國人口普查的數據，列治文的面積為7.57平方千米，當中陸地面積為7.49平方千米，而水域面積為0.08平方千米。當地共有人口5878人，而人口密度為每平方千米776人。